# Virginia Slims of Washington 1975
Virginia Slims of Washington 1975  — жіночий тенісний турнір, що проходив на закритих кортах з килимовим покриттям James Robinson School Field House у Феєрфаксі (США) в рамках Світової чемпіонської серії Вірджинії Слімс 1975. Турнір відбувся вчетверте і тривав з 27 січня до 2 лютого 1975 року. Восьма сіяна Мартіна Навратілова здобула титул в одиночному розряді й отримала за це 15 тис. доларів США. У чвертьфіналі вона вперше перемогла Кріс Еверт в їхньому суперництві, після п'яти підряд перемог Еверт.

## Фінальна частина

### Одиночний розряд
Мартіна Навратілова —  Керрі Мелвілл 6–3, 6–1

### Парний розряд
Франсуаза Дюрр /  Бетті Стов —  Гелен Гурлей /  Керрі Мелвілл 6–3, 6–4

## Розподіл призових грошей
| Дисципліна       | П       | F      | 3-тє   | 4-те   | ЧФ     | 1/8    | 1/16 |
| Одиночний розряд | $15,000 | $8,000 | $4,600 | $3,800 | $2,100 | $1,100 | $550 |